# 飲食養生鑑

飲食養生鑑は食べ物と五臓六腑の働きを一般の人の身体観、養生観を教育するために描かれた錦絵である。

## 概要
暴飲暴食など、日常生活の不摂生を諫めている。
飲食養生鑑は臓腑の動きを擬人化した小人と彼らのセリフが書かれている。臓腑の動きを小人たちに見立てたもので、類似作品には房事養生鑑が存在し、こちらは女性の体内を遊廓に見立てたものである。